# Karst

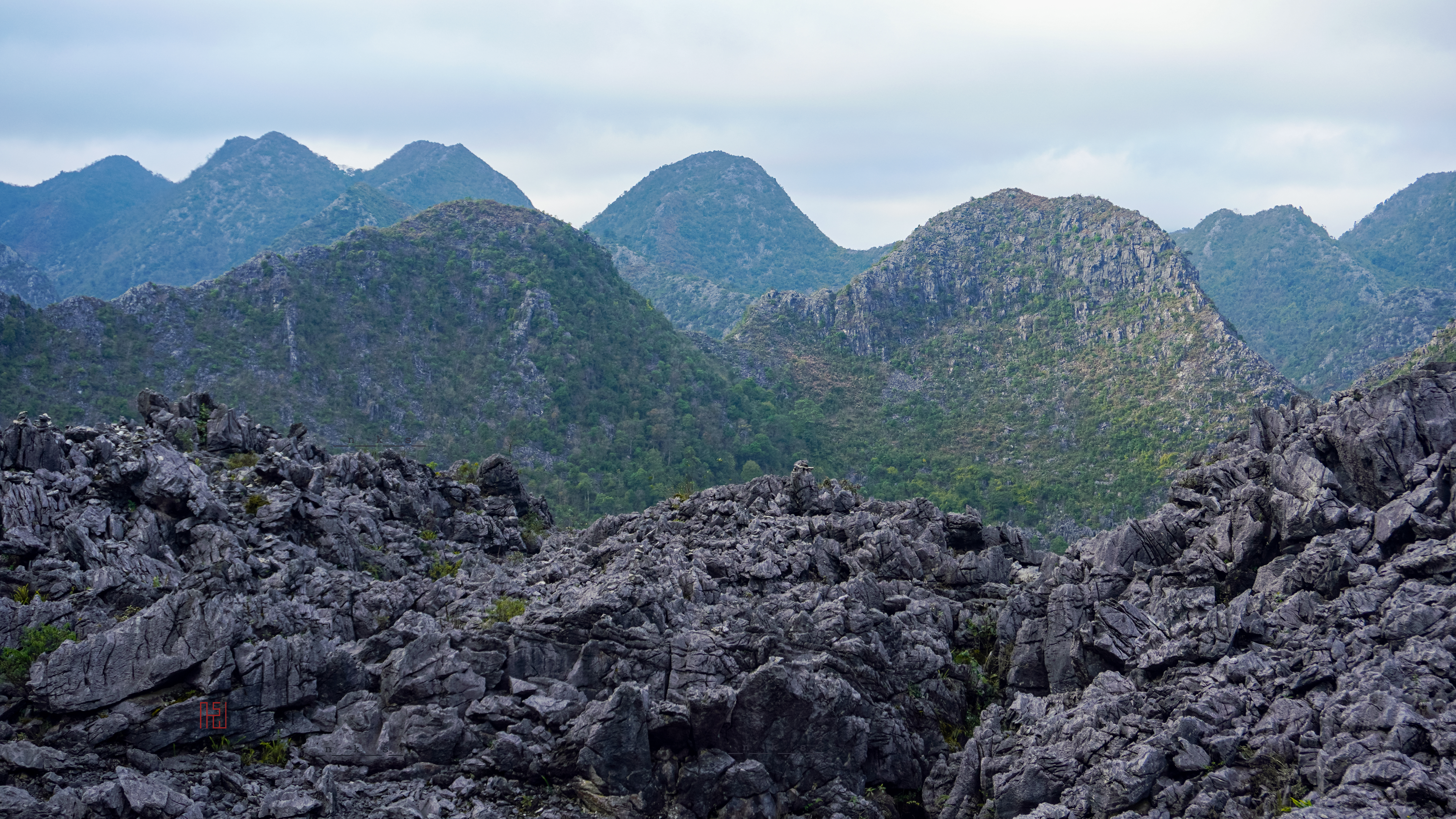
Bãi đá mặt trăng ở Sà Phìn, Đồng Văn - mẫu địa hình karst

Karst (tiếng Đức: Karst, tiếng Việt: Các-xtơ) là hiện tượng phong hóa đặc trưng của những miền núi đá vôi bị nước chảy xói mòn. Sự xói mòn không phải do cơ chế lực cơ học, mà chủ yếu là do khí carbon dioxide trong không khí hòa tan vào nước, cộng với các ion dương của hydro (H+) tạo thành acid carbonic. Acid carbonic là nguyên nhân chính của quá trình ăn mòn đá vôi. Sản phẩm tự nhiên của quá trình phong hóa karst là các hang động với các nhũ đá, măng đá, sông suối ngầm,...
Từ Karst là tên gọi cho Kras, một khu vực ở Slovenia dọc theo bờ biển Adriatic và nằm trên một cao nguyên đá vôi.

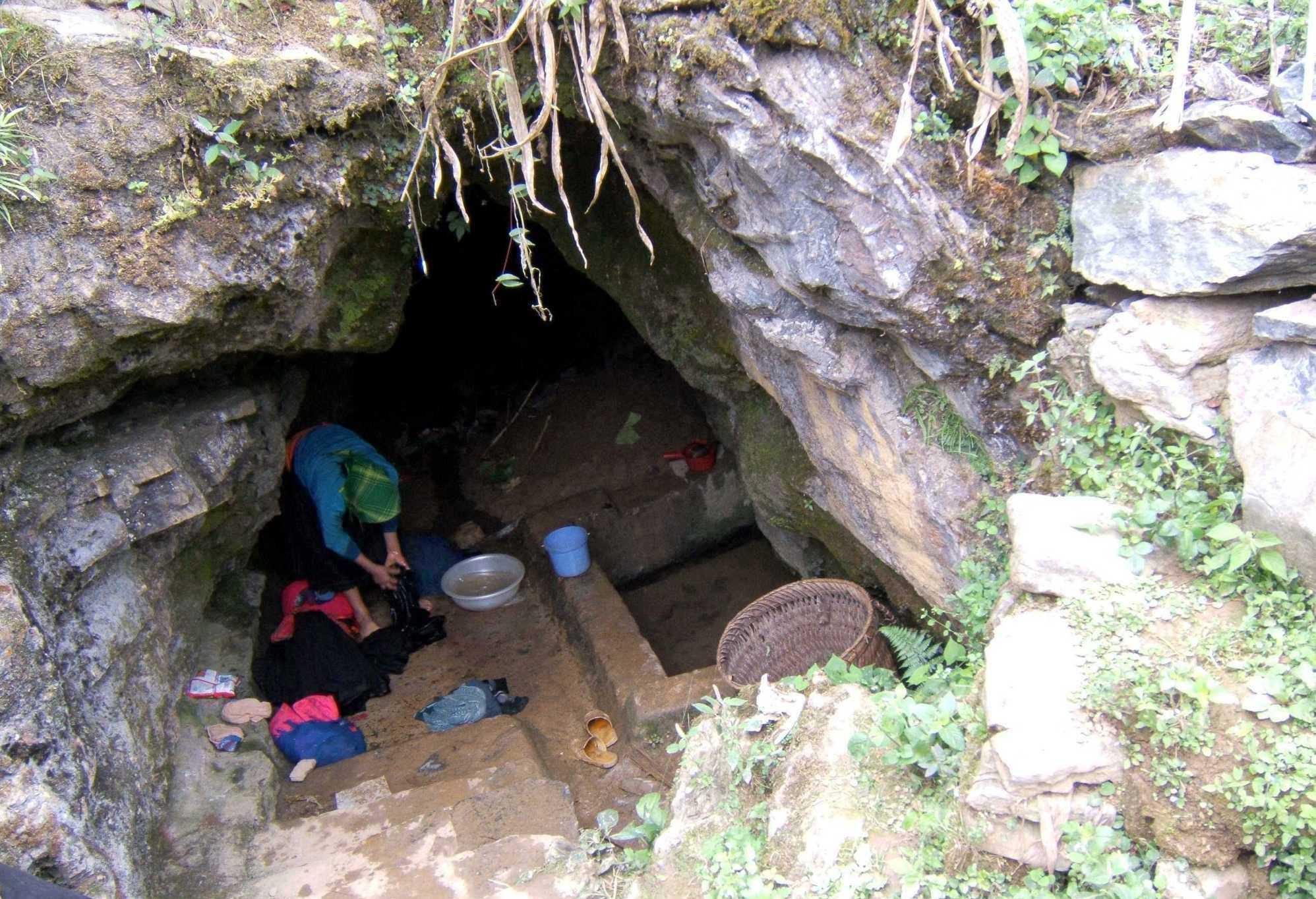
Hang Karst nhỏ ở xã Sính Lủng, huyện Đồng Văn, nguồn nước hiếm hoi cho mùa khô ở cao nguyên đá Đồng Văn.

## Địa hình karst
Địa hình karst là địa hình của các kiểu phân rã đặc trưng thông thường được đánh dấu bởi các hệ thống thoát nước theo hang động ngầm dưới đất. Đây là các khu vực mà ở đó nền đá có lớp bị hòa tan hoặc các lớp, thông thường (nhưng không phải luôn luôn) là đá carbonat chẳng hạn như đá vôi hay dolomit. Trong những chỗ như thế có rất ít hoặc thậm chí không có hệ thống thoát nước trên bề mặt. Một số khu vực có địa hình karst, chẳng hạn khu vực ở miền nam Missouri và miền bắc Arkansas tại Hoa Kỳ, có chứa hàng nghìn hang động.

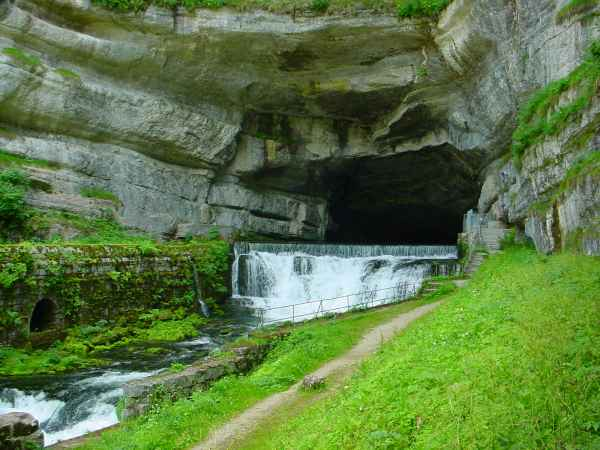
Đầu nguồn sông Loue chỉ ra sự hình thành của karst.

## Phản ứng hóa học trong địa hình karst
Sự tạo thành của địa hình karst nói chung là kết quả của nước mưa có chứa lượng carbonic hòa tan (hay còn gọi là mưa acid nhẹ), tác động lên nền đá vôi hay dolomit và hòa tan một phần các chất chứa trong các loại đá này theo thời gian. Quá trình hòa tan dưới bề mặt đá sẽ diễn ra nhanh hơn nếu đá có nhiều khe nứt và tạo ra địa hình với các đặc trưng đặc biệt, bao gồm các hố sụt hay thung lũng (các lòng chảo khép kín), các đường thông thẳng đứng, các dòng suối đột ngột biến mất. Sau một thời gian đủ lớn, các hệ thống thoát nước ngầm phức tạp này (chẳng hạn các tầng ngậm nước karst) và các hệ thống hang động có phạm vi rộng có thể được tạo ra.
Acid carbonic tham gia vào quá trình này được tạo ra khi các hạt mưa đi qua khí quyển đã lôi theo khí CO2 và hòa tan nó trong nước. Khi mưa rơi xuống mặt đất, nó ngấm qua các lớp đất, thu thập thêm CO2 để tạo ra dung dịch acid carbonic yếu: 
H2O + CO2 → H2CO3
CaCO3 → Ca2+ + CO32–
CO32– + H2CO3 → 2 HCO3–
CaCO3 + H2CO3 → Ca2+ + 2 HCO3–
Nước có tính acid yếu này bắt đầu hòa tan đá từ vị trí các khe nứt và các lớp đá trong các tầng đá vôi. Theo thời gian các khe nứt này mở rộng dần và nền đá vẫn tiếp tục bị hòa tan. Các khoảng rỗng trong các lớp đá tăng dần về kích thước và bắt đầu phát triển hệ thống thoát nước ngầm, cho nhiều nước hơn đi qua và làm tăng tốc độ hình thành các đặc trưng karst ngầm.

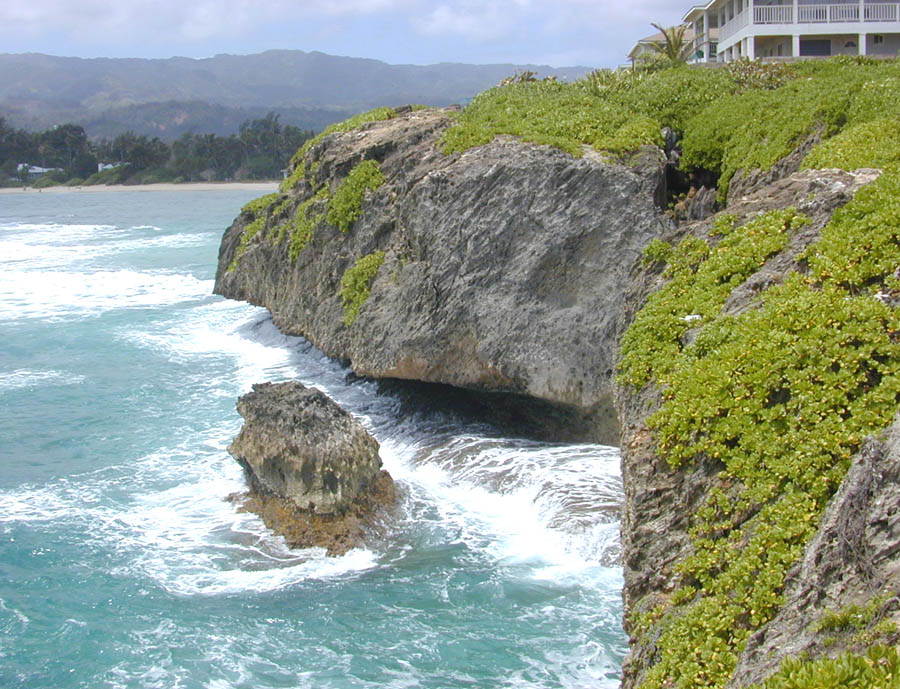
Xâm thực vách đá vôi trên cồn cát san hô cổ ven bờ biển.

## Sự hình thành karst

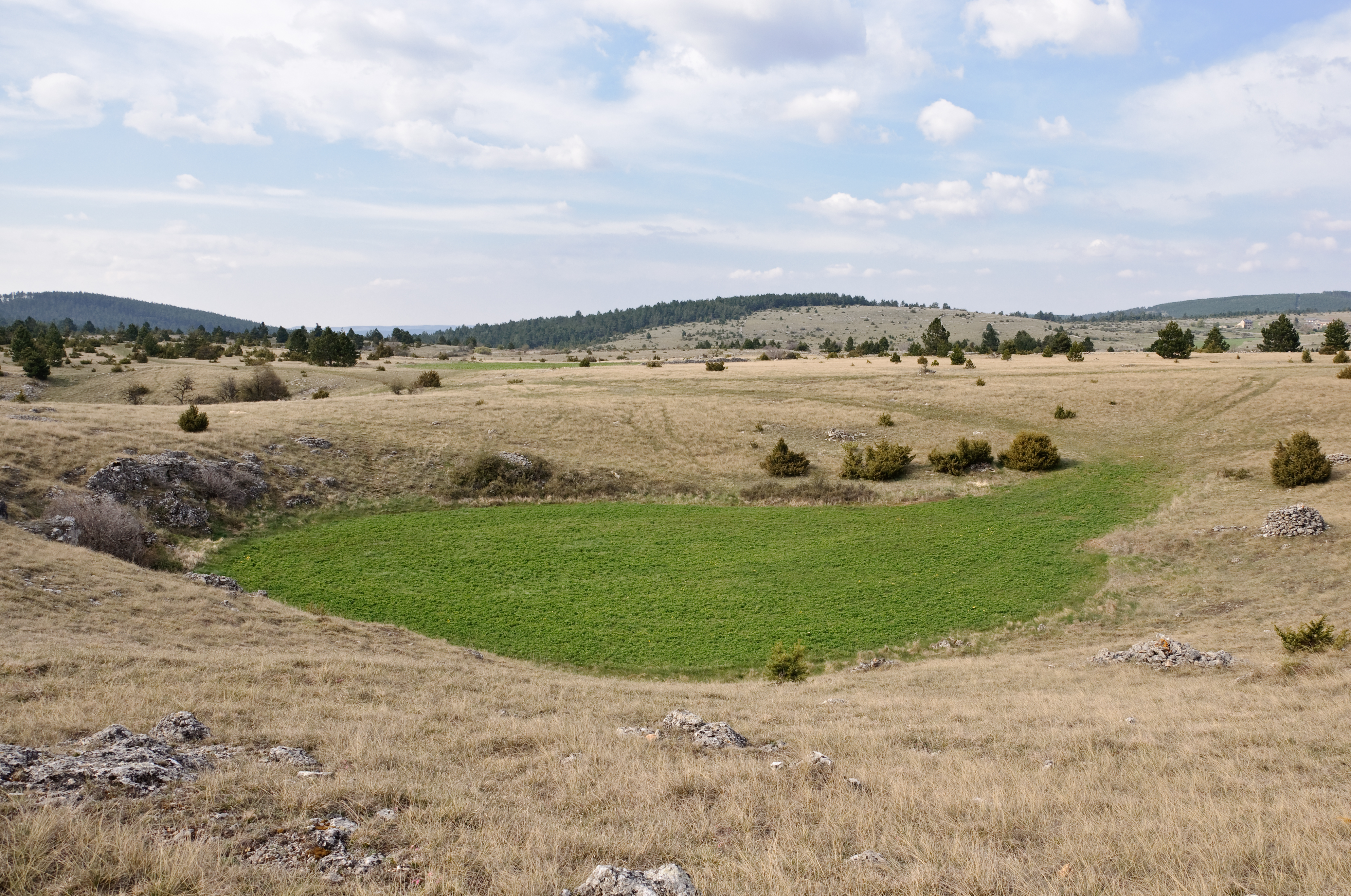
Hố sụt ở Causse de Sauveterre, Lozère, Pháp

Sự phát triển của karst xuất hiện khi nước có thành phần acid phản ứng với bề mặt của các khe nứt trong đá hoặc bề mặt lớp đá trầm tích. Khi đó đá gốc (thường là đá vôi hoặc dolomit) sẽ tiếp tục bị ăn mòn và các khe nứt ngày càng rộng hơn. Theo thời gian, các khu nứt này sẽ tiếp tục mở rộng, và tạo thành một mạng lưới thoát nước có thể chảy ngầm bên dưới mặt đất. Nếu mạng lưới ngầm này phát triển, nó sẽ thúc đẩy nhanh việc hình thành karst.

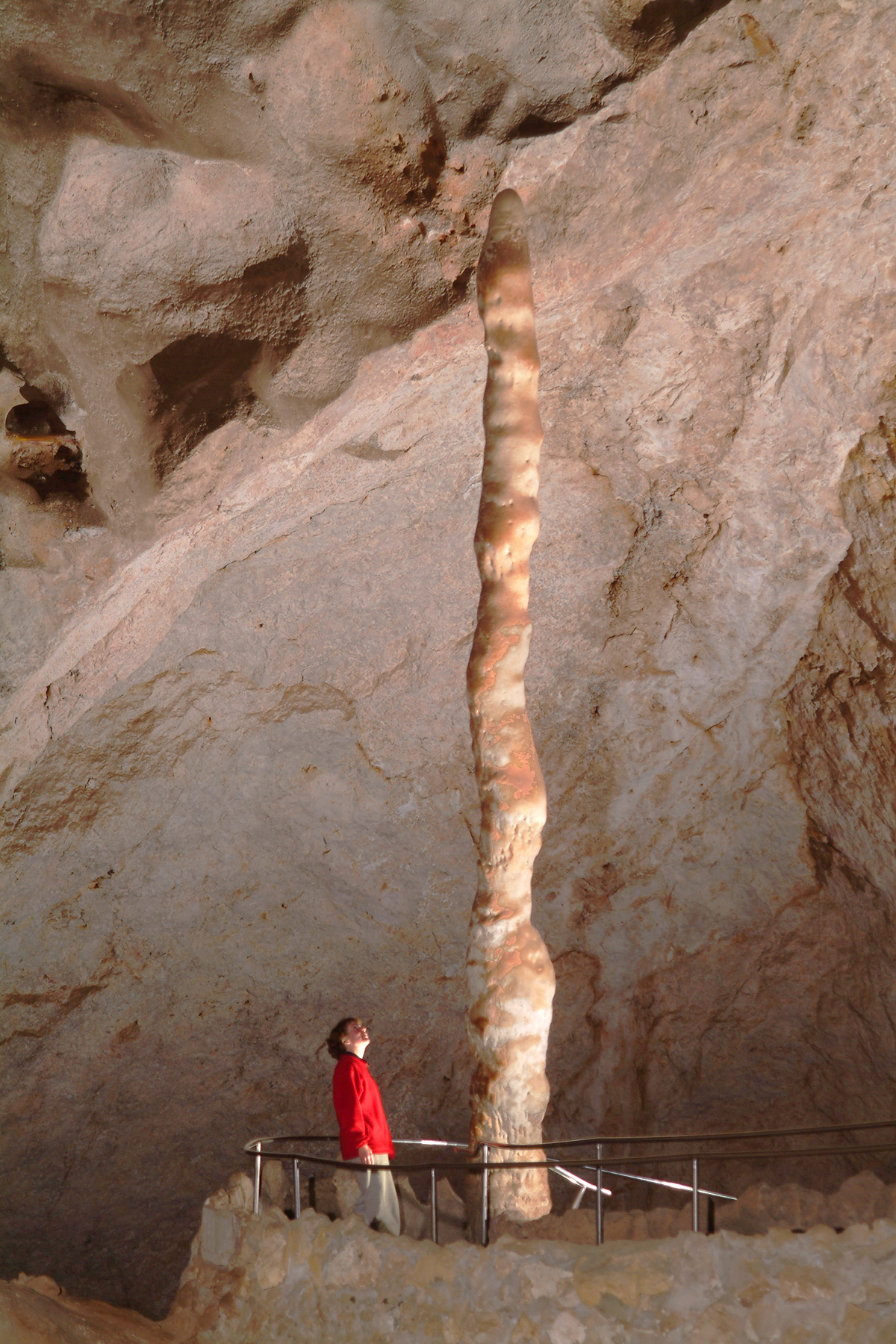
Măng đá ngón tay phù thủy trong hệ thống động Carlsbad.

Calci carbonat bị hòa tan bởi nước chứa acid nhẹ có thể tích tụ lại ở bất kỳ chỗ nào. Trong các hang, các nhũ đá và các măng đá được hình thành nhờ sự tích tụ của calci carbonat và các khoáng chất bị hòa tan khác khi nước nhỏ giọt từ phía trên xuống. Một ví dụ là hang Gruta Rei do Mato tại Sete Lagoas, Brasil với nhũ đá dài tới 20 mét.
Các sự hình thành khác bao gồm các tấm đệm (trong đó dòng chảy là từ các vết nứt chứ không phải là từ các điểm), và lớp cặn calci xuất hiện khi dòng chảy của nước giàu calcit bị cản trở và calcit lắng xuống theo dòng chảy. Helictit là sự hình thành có dạng vòng xoắn gắn liền với mái và tường của hang. Các dạng hình thành dạng dòng chảy lớn hơn là các vũng nước tù đọng, chúng có dạng như bồn tắm và có thể chứa nhiều tinh thể calcit hoặc aragonit lớn hơn như là kết quả của sự bay hơi chậm. Các con sông hiện ra từ các hang đá vôi cũng có thể tạo ra các địa hình tufa, chứa các lớp trầm tích calcit theo thời gian khi nước thoát khỏi môi trường hang động giàu CO2.

## Thoát nước và các vấn đề
Trồng trọt trong khu vực karst cần phải tính toán đến sự mất nước. Đất có thể đủ màu mỡ và lượng mưa là vừa phải nhưng nước mưa nhanh chóng chui xuống các đường nứt vào trong đất, đôi khi làm cho mặt đất bị khô nẻ trong khoảng thời gian giữa các trận mưa.
Việc cung cấp nước từ các giếng trong khu vực có địa hình karst là khá nguy hiểm, do nước giếng có thể là nước chảy ra từ các chỗ đất sụt trong các bãi chăn thả gia súc thông qua các hang động và tới giếng mà không có sự tinh lọc thông thường diễn ra trong các tầng đất xốp ngậm nước.
Nước ngầm trong khu vực karst rất dễ bị ô nhiễm như là nước bề mặt. Thông thường các chỗ đất sụt được sử dụng để lập trang trại hay thậm chí là chỗ đổ rác cho cộng đồng. Trong các khu vực karst mà các hố phân tự hoại là hệ thống xử lý chất thải chủ yếu thì sự quá tải hay sự trục trặc của hệ thống sẽ thải các chất thải còn tươi vào trong các kênh nước ngầm.
Địa hình karst tự nó cũng gây ra một số khó khăn cho sự cư trú của con người. Các chỗ đất sụt có thể phát triển dần dần cho đến khi các lỗ hổng bề mặt đủ lớn, nhưng sự xói mòn ngầm là hoàn toàn không biết trước được và mái của các hang động ngầm có thể sập bất thình lình. Những sự kiện như thế gây ra tổn thất cho nhà cửa, gia súc, xe cộ, máy móc, và thậm chí là con người.

## Giả karst
Giả karst diễn ra ở xnhững nơi mà nguyên nhân gây xói mòn chính không phải là nước mưa, nhưng ở đó cũng có hệ thống thoát nước ngầm. Nó có thể diễn ra ở vùng đá bazan, trong đó hệ thống thoát nước là xuyên qua các hang động dung nham, hoặc nằm trong các ngọn đồi có cấu tạo là đá granit (ví dụ hang Labertouche ở Victoria, Úc).

## Một phần danh sách các khu vực karst

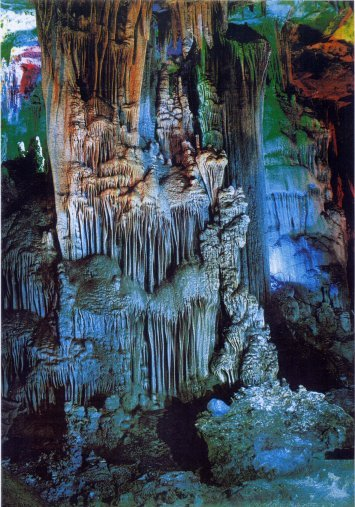
Động Tiên Sơn, Phong Nha-Kẻ Bàng, Quảng Bình, Việt Nam

- Khu vực hang Mammoth và khu vực Bluegrass ở Kentucky
- Cao nguyên Ozark ở Missouri và Arkansas
- Bán đảo Florida
- Khu vực Dalmatia, Lika, Gorski Kotar, Kvarner và các quần đảo khác ở Croatia
- Khu vực Carniola ở Slovenia
- Cenote ở bán đảo Yucatan
- Rừng Karst ở Puerto Rico
- Kras, đông bắc Italy và tây nam Slovenia
- Moravian Karst
- Burren (Co.Clare, Ireland)
- Rừng đá (tỉnh Vân Nam, Trung Quốc)
- Cao nguyên đá Đồng Văn, Hà Giang, Việt Nam
- Khu vực xung quanh Quế Lâm ở Khu tự trị dân tộc Choang Quảng Tây, Trung Quốc
- Công viên quốc gia Gunung Mulu, Malaysia
- Khu vực vịnh Phangnga, nam Thái Lan
- Vịnh Hạ Long, Quảng Ninh, Việt Nam
- Hang động Tràng An, Tam Cốc - Bích Động, Ninh Bình, Việt Nam
- Phong Nha-Kẻ Bàng, Quảng Bình, Việt Nam
- Khu bảo tồn quốc gia Nahanni ở Northwest Territories, Canada
- Malham Cove, Anh